# Vastagh Géza
Alsó-torjai Vastagh Géza, teljes születési nevén Vastagh Géza Jenő Ferenc (Kolozsvár, 1866. szeptember 3. – Budapest, 1919. november 5.) magyar festőművész.

## Családja
Alsó-torjai székely lófő eredetű családból származott. Ősei 1661 körül a tatárdúlást követő pestis elől menekülve Szegeden telepedtek le, az ottani anyakönyvekben először 1667-ben fordul elő nevük. Nagyapja Vastagh János szegedi hajósgazda, apja id. Vastagh György Antal festőművész, édesanyja Schell Jozefin, fivérei Vastagh Béla jogász és Vastagh György szobrászművész, sógora Kenyeres Balázs orvosprofesszor, unokahúga Vastagh Éva, unokaöccse Vastagh László, mindketten szobrászművészek.
1906. február 26-án Budapesten kötött házasságot Zsigmondy Margit Hedvig Idával, Zsigmondy Béla gépészmérnök, hídépítő és Rieger Mária lányával. Három gyermekük született.

## Tanulmányai
A piaristák budapesti gimnáziumában folytatott tanulmányok után, 1886-ban Münchenbe ment. Itt előbb Hollósy Simon magániskolájába járt, majd a Képzőművészeti Akadémián Gabriel von Hackl tanítványa lett.  1888-ban tért vissza Budapestre. 1889-ben Franciaországban volt tanulmányúton. 1898-ban állami ösztöndíjjal négy hónapot töltött Algériában és Tunéziában, ahol elsősorban az oroszlánt és annak életkörülményeit tanulmányozta, fényképeket, vázlatokat készített e témakörben.

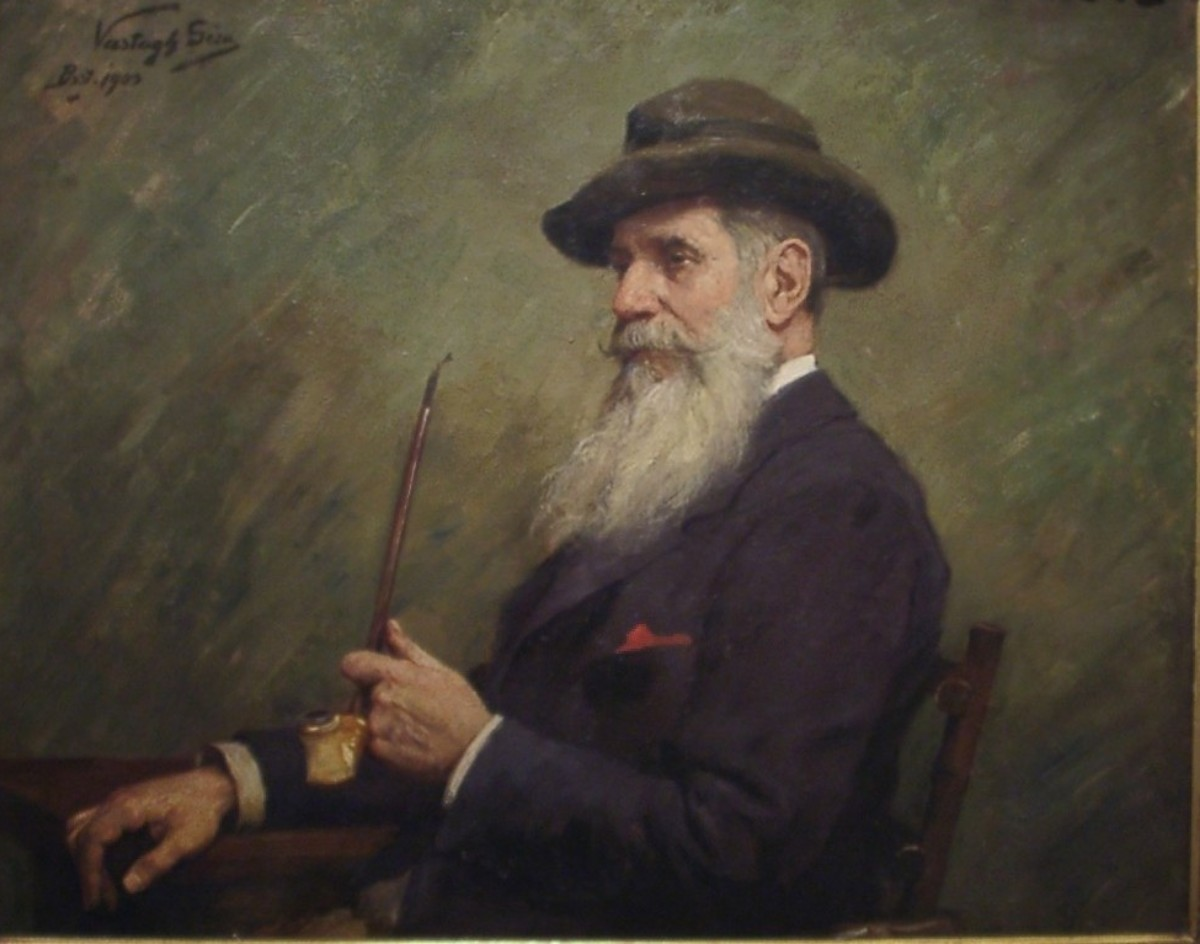
id. Vastagh György portréja, 1903.

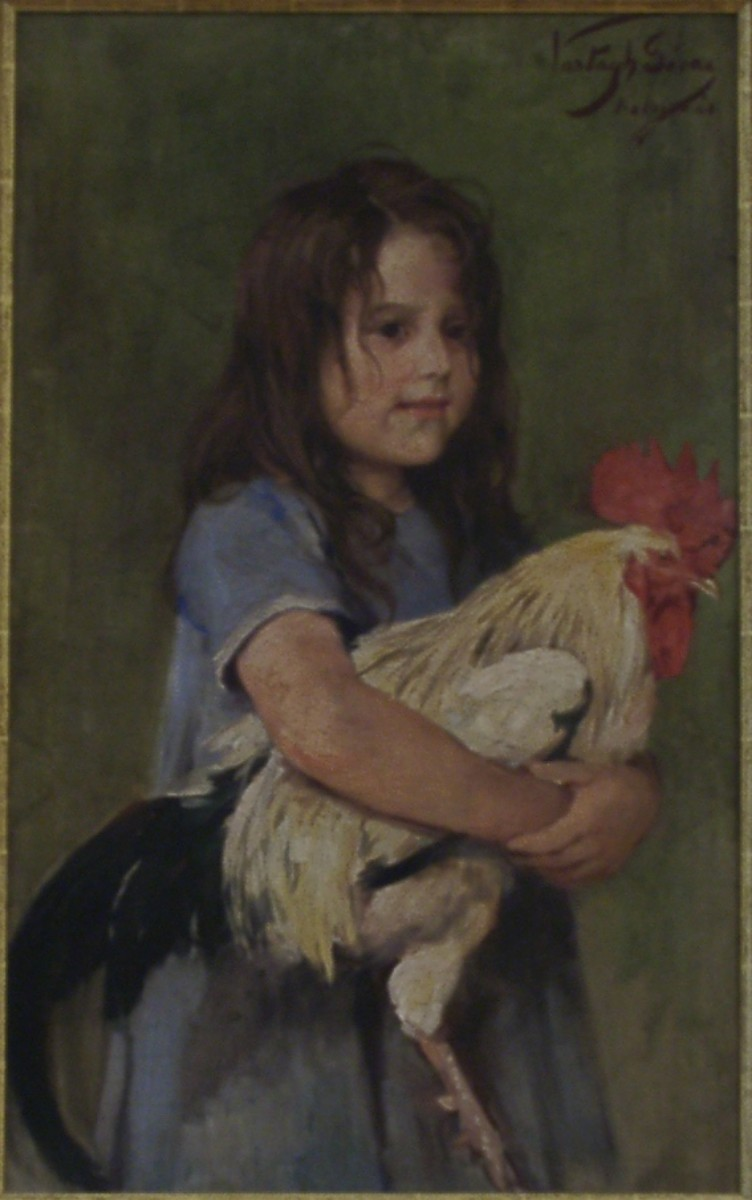
Izi a kakassal, 1902 körül

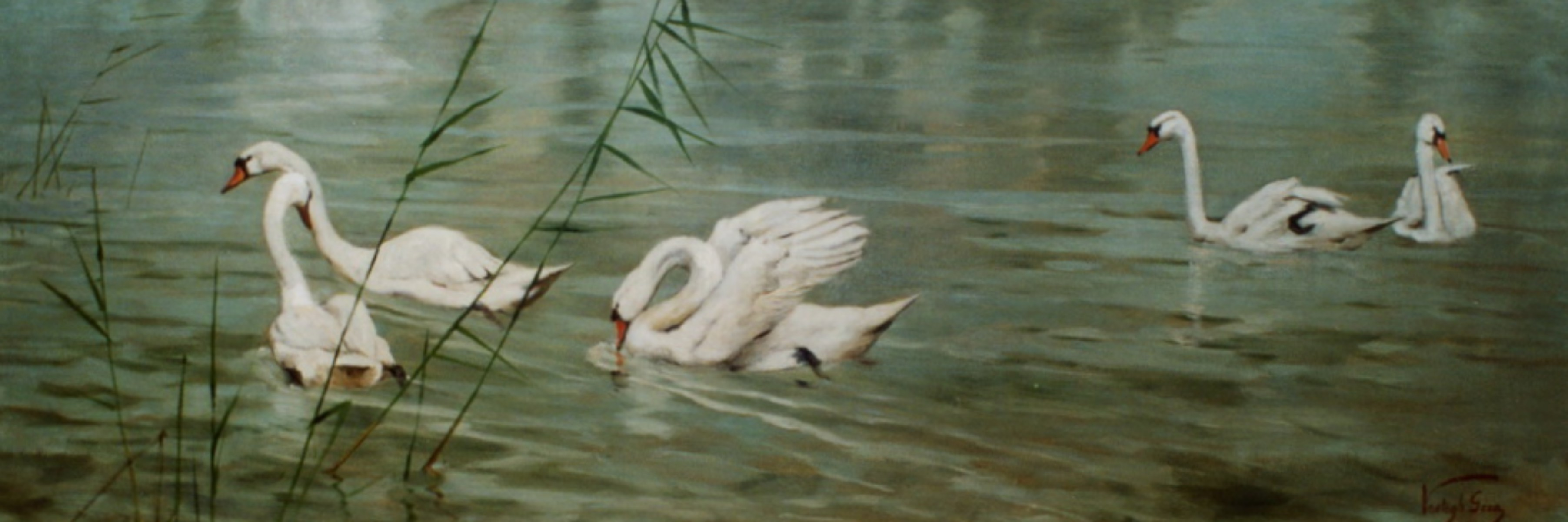
Hattyúk

## Művészi pályafutása
Tizenhét éves korában szerepelt először a Műcsarnok bemutatóján, ahol 1885-ben az Országos Kiállítás résztvevőjeként találkozunk nevével. 1887-ben a müncheni Glaspalast kiállításán szerepelt. Itthon, ugyanebben az évben a Képzőművészeti Társulat kiállításán aratott sikert  Nyugvó parasztány című festményével, melyet I. Ferenc József vásárolt meg. Témaválasztásában az állatok kerültek a középpontba. Tyúkokat, kacsákat festett, majd oroszlán- és tigrisábrázolásaival tűnt fel.  Figyelő oroszlánok képéért 1888-ban Ráth György-díjat kapott.
Számos műve került Nagy-Britanniába és az Egyesült Államokba.
Később érdeklődése a magyar szürkemarha felé fordult, melyet elsősorban Mezőhegyesen tanulmányozott. Itt készült a Ki a legény a csordában? című képe, mellyel a Műcsarnok 1895. évi téli tárlatán  állami nagy aranyérmet nyert. E festmény alapján Doby Jenő 1896-ban rézkarcot készített, mely az Országos Magyar Képzőművészeti Társulat műlapjaként jelent meg. Hasonló  témájú monumentális képei a Párbaj, továbbá a Verekedő bikák.
A századfordulót követő időszakban helyszíni megfigyeléseket tett a hamburgi, a lipcsei és a berlini állatkertben, melyeket többnyire pasztellen rögzített. Ekkor készültek marabu-, farkas-, hiúz-, tigrisábrázolásai. 1910-ben  a Tátrában időzött, innen sok tájképpel tért haza.
Néhány festményét (Ki a legény a csordában?, Oroszlánfej, Táj oroszlánnal, Pihenő parasztlány stb.) a Magyar Nemzeti Galéria őrzi, számos műve megtalálható a Magyar Mezőgazdasági Múzeumban.
Hagyatéki kiállítását 1920-ban a Műcsarnokban rendezték meg. Képei szerepeltek 1934-ben a Műcsarnokban id. Vastagh György centenáriumi tárlatán, valamint a Vastagh művészcsaládot bemutató kiállításon az Ernst Múzeumban 2004-ben.

## Díjai
- 1888-ban Ráth György-díjat nyert Figyelő oroszlánok képével.
- 1895-ben állami nagy aranyérmet kapott  Ki a legény a csordában? című festményéért.

## Főbb művei
- Legelőn, 1881. (olaj, fa). Jelezve balra lent. 21,5 x 33 cm. [halott link]
- Vadászkuty a, 1883. (olaj, vászon). Jelezve jobbra lent. 66 x 45 cm
- Nyugvó parasztleány. 1887. (olaj, vászon).[5]

- Magányban. 1890. (olaj, vászon).[5]

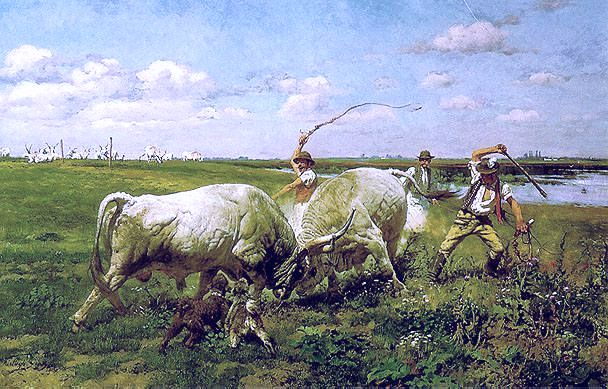
Verekedő bikák

- Baromfiak, 1891. (olaj, vászon). Jelezve jobbra lent. 55,5 x 40 cm
- Ki a legény a csordában? 1894. (olaj, vászon).[6]
- Oroszlán pár, 1899. (olaj, vászon). Jelzett. 101,6 x 144,8 cm
- Pihenő tigris, 1901. Jelezve: Vastagh Géza/1901, (olaj, vászon). 54,3 x 104,3 cm
- Oroszlánfej, 1902. (olaj, vászon). Vevő: Özv. Tisza Kálmánné, Budapest.[7]
- Baromfi-csoport. 1902.  (olaj, vászon). Vevő: Szathmáry Béla, Budapest.[7]
- Kakas és tyúkok. 1902. (olaj, vászon). Vevője: Bérezik Árpád, Budapest.[7]

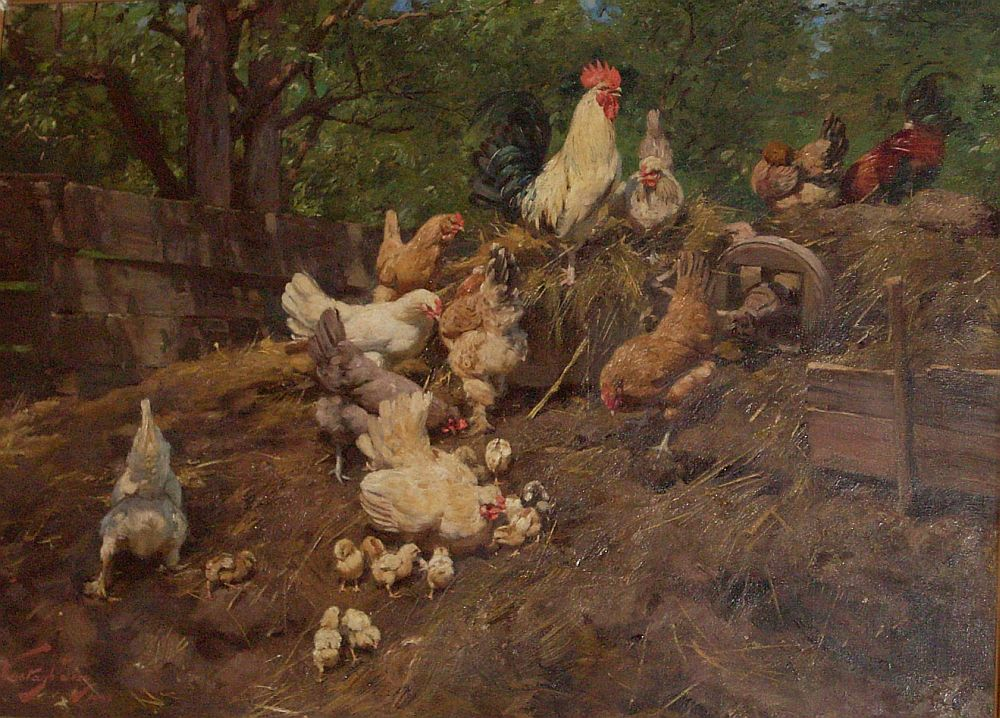
Baromfiudvar

- Baromfiak. 1902. (olaj, vászon). Vevője: Geszti Andor dr., Budapest.[7]
- Vén cimborák. 1902. (olaj, vászon).[5]
- Baromfiudvar. 1902. (olaj, vászon).[8]
- Baromfiudvar, 1902. (olaj, vászon). Jelezve balra lent. 59,5 x 69,5 cm.
- Kakas és tyúkok, 1903. (olaj, vászon). Megvette: Daubrovszky.[9]
- Oroszlán, 1903. (olaj, vászon). Megvette: Vass Károly.[9]
- Oroszlánfej, 1903. (olaj, vászon). Megnyerte: Deli Béla, Szeged.[9]
- Tyúkcsoport, 1903. (olaj, vászon). Megvette: Endrényi Imre, Szeged.[9]
- Veszekedő bikák, 1903. (olaj, vászon). Megvette: Szeged városa.[9]

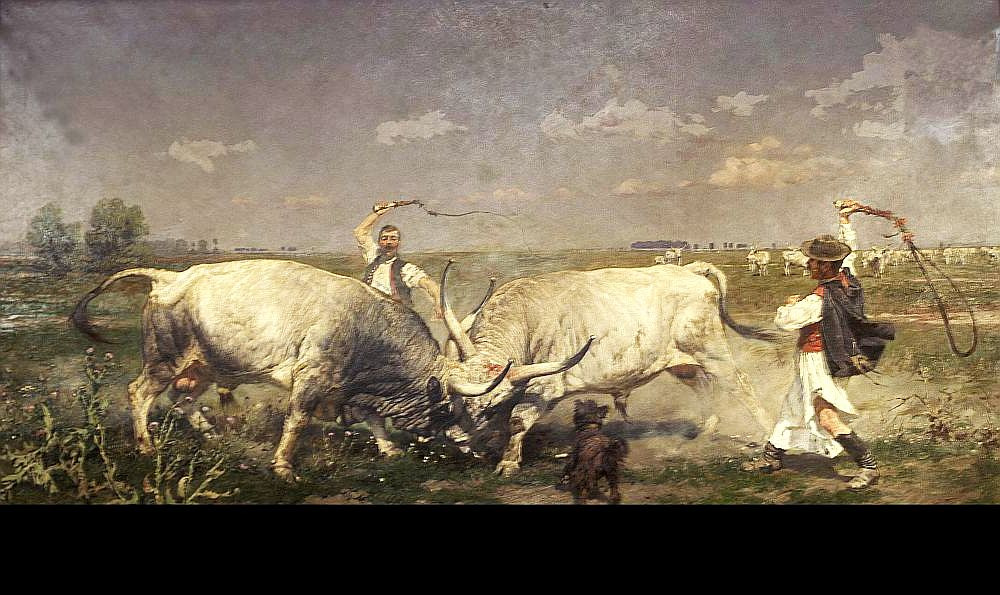
Párbaj

- Baromfi csoport. 1903. (olaj, vászon). Vevője: ifj. Kintzig Jánosné. Arad.[10]
- Tyúkok a hóban, 1903. (olaj, vászon). Vevője: Ujházy Ferenc. Budapest.[10]
- Házaspár, 1903/1904. (olaj, vászon). Vevője: Szitányi Ödön. Budapest.[11]
- Kakasviadal, 1903/1904. (olaj, vászon). Vevője: dr. László Zsigmond, Budapest.[11]

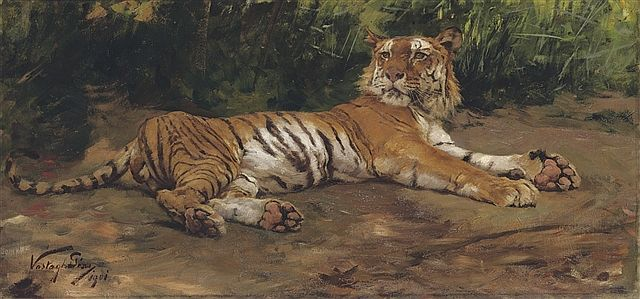
Pihenő tigris

- Oroszlánfej, 1903/1904. (olaj, vászon). Vevője: Saxlehner Ödön, Budapest.[11]
- Királytigris, 1903/1904. (olaj, vászon). Vevője: Szabó Antal, Budapest.[11]
- Baromfi ól, 1903/1904. (olaj, vászon). Vevője: hevesi Bischitz Lajos, Budapest.[11]

- Oroszlánfej, 1903/1904. (olaj, vászon). Vevője: László Zsigmond, Budapest.[11]
- Oroszlán pár. 1904. Vevő: Gróf Almássy Imre.[12]
- Csirkék télen. 1904. Vevő: Zsigmondy Béláné.[13]
- Tigrisfej. 1904. Vevő: Gosztony Aladár.[13]
- Baromfi-udvar. 1904. Vevő: Dr. Brückler Mihály.[13]
- Tyúkok, 1904. (olaj, vászon). Vevője: Haggenmacher Oszkár, Budapest.[14]
- Kakas tyúkokkal, 1904. (olaj, vászon). Vevője: Zsigmondy Béla, Budapest.[14]
- Baromfivásár. 1905. (olaj, vászon). Vevő: Gróf Széchenyi Béla. Budapest.[15]
- Tyúkok. 1905. (olaj, vászon). Vevő: Pallos Ármin. Budapest.[15]
- Bivalyfogat, Az 1912. évi müncheni kiállításon.[16]
- Orgonabokrok alatt, 1913. (olaj, vászon). Vevő: Mauthner Ödön.[17]
- Baromfi csoport, 1913. (olaj, vászon). Vevő: Horváth A. János.[17]
- Dörgölődző bika, 1914. (olaj, vászon). Vevő: Országos Kaszinó.[18]

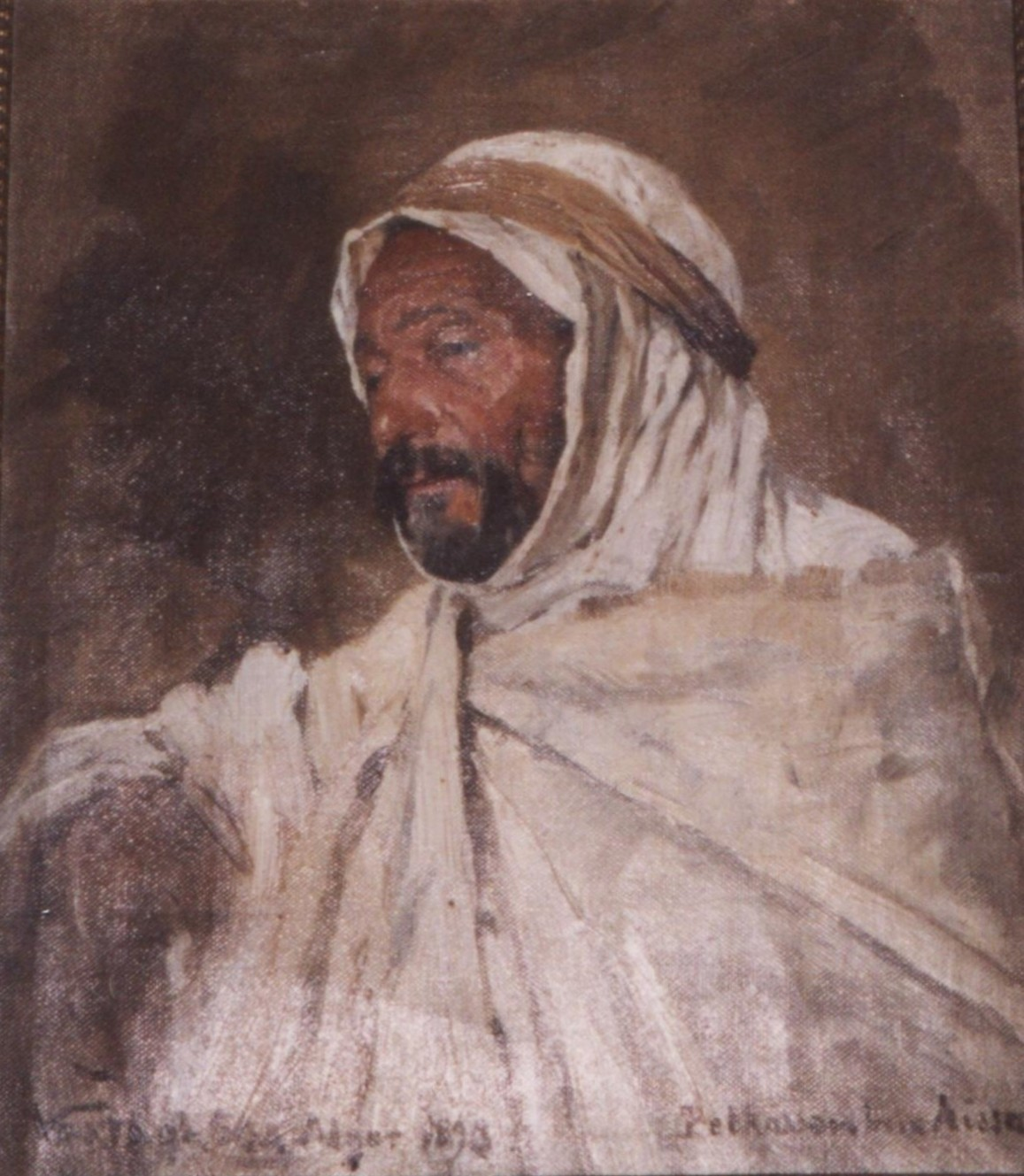
Bel Kassem portréja, 1898.

- Oroszlánfej. Jelzett. (olaj, vászon). 40 x 30 cm
- Figyelő oroszlán pár. Jelzett. (olaj, vászon). 32 x 49 cm
- Nemes oroszlánfej. Jelzett. (olaj, vászon). 21,6 x 26,7 cm
- Baromfiudvar. Jelzett, baloldalt lent. 55 x 75 cm
- Cochintyúkok.
- Tyúkudvar.
- Tyúkudvar.
- Baromfiudvar. (olaj, karton). Jelezve balra lent. 31 x 23 cm
- Baromfiudvar télen. (olaj, vászon). Jelezve jobbra lent. 55,5 x 66 cm.
- Fajdkakas. (tempera, papír). Jelezve jobbra lent. 22,5 x 17,5 cm.
- Oroszlán. (olaj, vászon). Jelezve balra fent. 27 x 20 cm
- Farkasordító tél. (olaj, karton). Jelezve balra lent. 28 x 37,5 cm
- Oroszlánok. (olaj, vászon). Jelezve balra lent. 46,5 x 38,5 cm
- Oroszlán. (pasztell, papír). Jelezve jobbra lent. 50 x 40 cm. [halott link]
- Oroszláncsalád
- Oroszlánok a hóban.
- Madarak a vízparton.
- Baromfiudvar.

## Illusztrációi

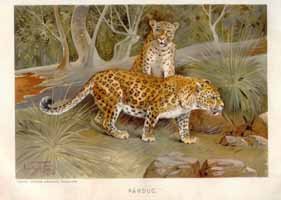
Párducok. Brehm: Az állatok világa magyar nyelvű kiadásában.

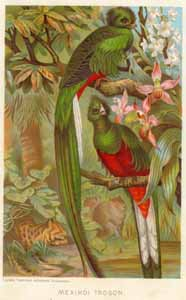
Trogonok. Brehm: Az állatok világa magyar nyelvű kiadásában.

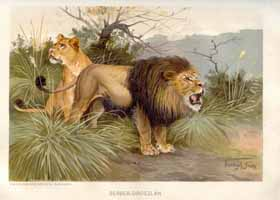
Oroszlánok. Brehm: Az állatok világa magyar nyelvű kiadásában.

- A kék vércse. Cerchneis vespertina Linné. In: Petényi J. S. a magyar tudományos madártan megalapítója. 1799–1855. Életkép. Chernel István, Madarász Gyula és Vastagh Géza közreműködésével szerzette Herman Ottó. Kir. M. Természettudományi Társulat, Budapest, 1891. pp. 48–76.
- Lakatos Károly: A császármadár és vadászata. Vastagh Géza címképével és Lendl Adolf rajzaival. Markovits és Garai, Budapest, 1899.
- Petőfi Sándor összes költeményei. Második képes kiadás (szerk.: Szana Tamás). Athenaeum Irodalmi és Nyomdai Rt., 1899. Baditz Ottó, Benczúr Gyula, Bihari Sándor, Böhm Pál, Deák-Ébner Lajos, Eisenhut Ferenc, Hegedűs László, Karlovszky Bertalan, Kacziány Ödön, Révész Imre, Roskovics Ignác, Spányi Béla, Vágó Pál, Vastagh Géza, Vaszary János és Wagner Sándor rajzaival.
- Alfréd Brehm: Az állatok világa. Légrády Testvérek, Budapest, 1901.

## Irodalom

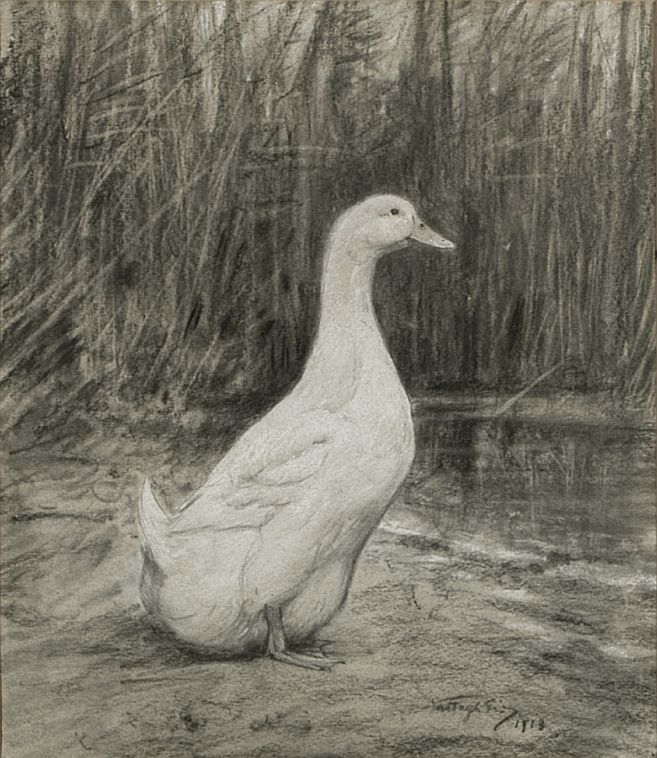
Pekingi tojó. Ceruzarajz. 1913.

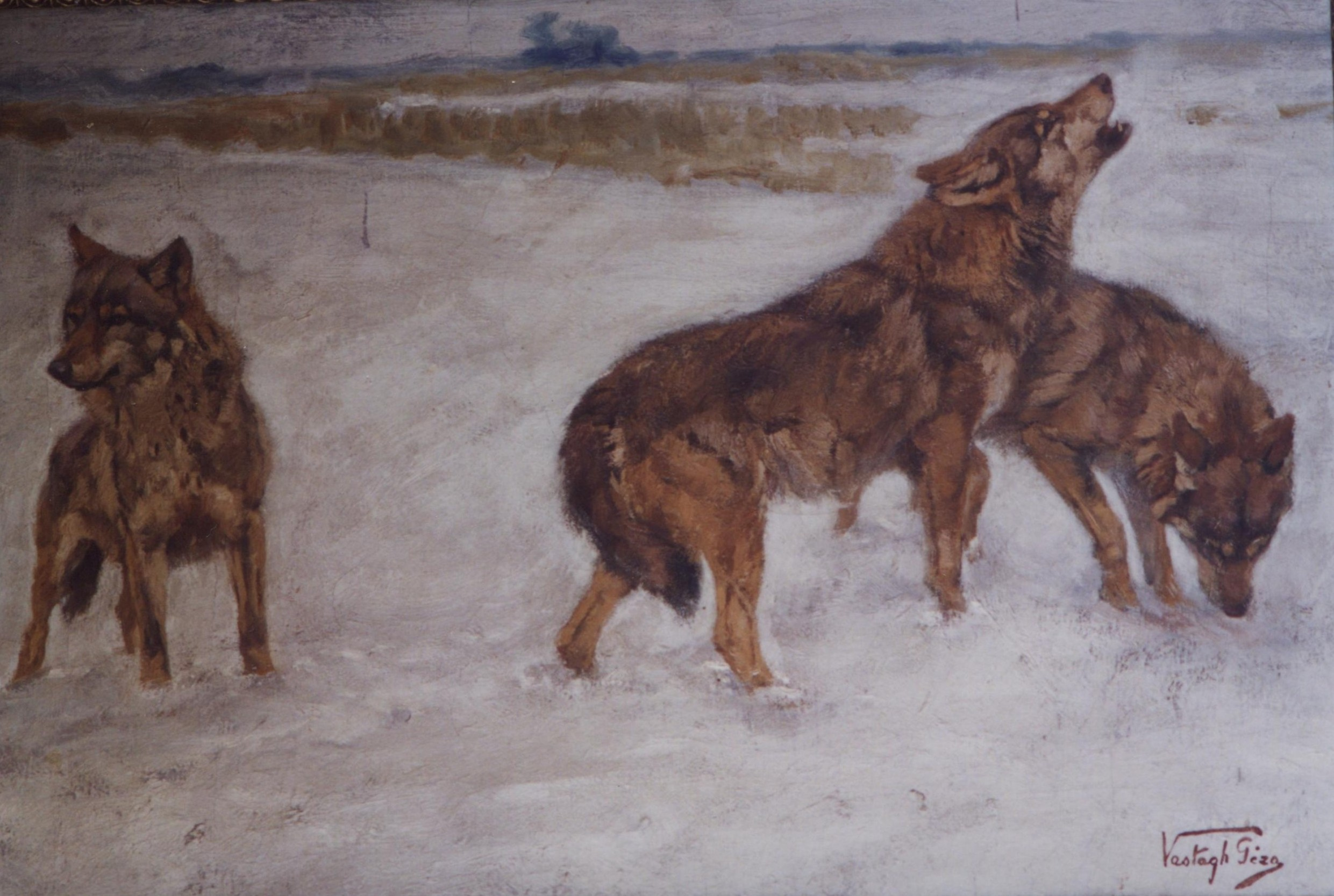
Farkasok

## Kapcsolódó szócikk
- Doby Jenő